# Domenico Sciacca Della Scala

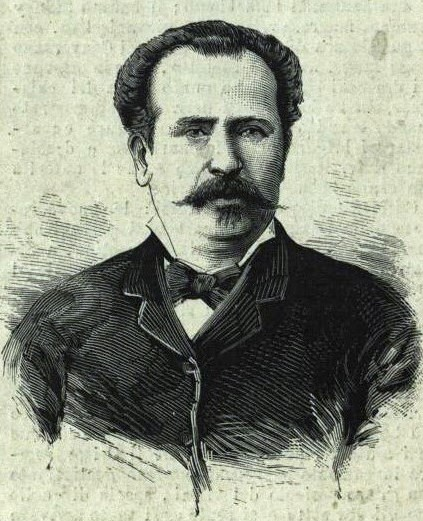
Domenico Sciacca Della Scala

Domenico Sciacca Della Scala (Patti, 30 ottobre 1844 – Roma, 6 dicembre 1900) è stato un agronomo e politico italiano.

## Biografia
Studia agronomia in Toscana e crea nei suoi possedimenti pattesi una fattoria modello. Laureato in legge a Pisa, si stabilisce a Palermo, dove sposa nel 1871 Marianna Merlo, dama d'onore della regina e in seguito principessa di Patti e marchesa di S. Elisabetta. 
I coniugi, esponenti dell'alta società dell'epoca, ne vivono gli aspetti mondani. Nel 1880 il barone Domenico viene eletto per la prima volta deputato nel centro-sinistra e fa parte fino al marzo 1896 del Gabinetto Crispi come Sottosegretario al Ministero dell'Agricoltura, Industria e Commercio. Ricopre diversi incarichi parlamentari e svolge in aula una vasta azione, pronunciando molti discorsi su argomenti di varia natura, specialmente su temi agrari ed economici. Accanto all'attività parlamentare, il suo interesse per l'agricoltura è testimoniato da varie pubblicazioni. 
Ben inserito nell'attività politica della capitale, intrattiene rapporti con i protagonisti politici dell'epoca. Alla sua morte viene onorato con funerali di Stato.